# Zenno Rob Roy
Zenno Rob Roy (2000-2022), en japonais ゼンノロブロイ, est un cheval de course japonais, élu cheval de l'année au Japon en 2004.

## Carrière de courses
Zenno Rob Roy commence sa carrière à trois ans par une victoire à Nakayama dans une course pour inédits. Son succès dans une le Aoba Shō, l'une des préparatoires au Tokyo Yushun, le Derby japonais, lui ouvre les portes du grand rendez-vous des 3 ans, dans lequel il se classe deuxième de Neo Universe. Désormais bien installé dans l'élite de sa génération, il revient à l'automne et gagne le Kobe Shimbun Hai en prélude à un semi-échec dans le Kikuka Shō, la dernière manche de la Triple Couronne, dans laquelle il termine au pied du podium. En fin d'année, pour sa première confrontation avec les chevaux d'âge, il participe à l'Arima Kinen, où les concurrents sont sélectionnés par le public. Il y prend la troisième place, à distance toutefois du champion Symboli Kris S.
Le meilleur est à venir pour Zenno Rob Roy. Pourtant il effectue une première partie de saison 2004 en demi-teinte, sans pouvoir s'imposer en trois courses, mais très régulier puisqu'il prend deux fois le premier accessit, notamment dans le Tennō Shō de printemps. L'automne, il est monté par un nouveau cavalier, le jockey français Olivier Peslier, et connaît un net regain de forme. C'est l'acmé de sa carrière : battu de peu pour sa rentrée dans le Kyoto Daishoten, il remporte son premier groupe 1 dans la version automnale du Tennō Shō, puis survole la Japan Cup de trois longueurs avant de conclure son triomphal triptyque par un succès dans l'Arima Kinen, dont il abaisse le record avec un chrono de 2'29"50 devant une foule estimée à 135 000 personnes. Vainqueur de la triple couronne japonaise des tournois inter-générations, il est naturellement élu cheval d'âge de l'année et, récompense suprême, cheval de l'année. 
Zenno Rob Roy ne remporte par la suite plus aucune course. Sa saison de 5 ans reste cependant plus que satisfaisante. Après une rentrée en juin dans le Takarazuka Kinen, conclue à la troisième place, il court en Europe, en étant aligné au départ des International Stakes à York en Angleterre, monté par le légendaire Yutaka Take. Et y fait bonne figure, n'étant battu que d'une encolure par l'Italien de Godolphin Electrocutionist, dans une édition qui, certes, n'est pas la plus relevée de l'histoire. De retour au Japon, Zenno Rob Roy ajoute deux nouveaux accessits à sa collection : dans le Tennō Shō d'automne, puis dans la Japan Cup remportée dans un temps record (2'22"10, à l'époque le nouveau record du monde sur 2 400 mètres) par l'Anglais Alkaseed devant Heart's Cry. Mais les adieux de Zenno Rob Roy sont cruels et passent un peu inaperçus : lui qui n'avait jamais fini plus loin que quatrième en 19 courses sombre dans une édition fameuse de l'Arima Kinen, où le crack Deep Impact connaîtra la seule défaite de sa carrière au Japon, battu par Heart's Cry. Zenno Rob Roy, lui, se retire avec plus d'un milliard de yens de gains et une place assurée à Shadai Farm, le plus grand haras du Japon. 

### Résumé de carrière
| Date         | Hippodrome  | Pays        | Course                | Statut      | Distance    | Jockey            | Place       | Écart       | Vainqueur ou deuxième |
| 2003, 3 ans  | 2003, 3 ans | 2003, 3 ans | 2003, 3 ans           | 2003, 3 ans | 2003, 3 ans | 2003, 3 ans       | 2003, 3 ans | 2003, 3 ans | 2003, 3 ans           |
| ------------ | ----------- | ----------- | --------------------- | ----------- | ----------- | ----------------- | ----------- | ----------- | --------------------- |
| 9 février    | Nakayama    | Japon       | Inédits               |             | 1 600 m     | Norihiro Yokoyama | 1er / 15    | 2 ½         | Patient King          |
| 2 mars       | Hanshin     | Japon       | Sumire Stakes         |             | 2 200 m     | Norihiro Yokoyama | 3e / 10     | 2 ¼         | Lincoln               |
| 12 avril     | Nakayama    | Japon       | Yamabuki Stakes       |             | 2 200 m     | Norihiro Yokoyama | 1er / 10    | 2 ½         | Rubens Memory         |
| 3 mai        | Tokyo       | Japon       | Aoba Shō              | Gr. 2       | 2 400 m     | Norihiro Yokoyama | 1er / 15    | 1 ¼         | Takara Shaady         |
| 1er juin     | Tokyo       | Japon       | Tokyo Yushun          | Gr. 1       | 2 400 m     | Norihiro Yokoyama | 2e / 18     | 1/2         | Neo Universe          |
| 28 septembre | Hanshin     | Japon       | Kobe Shimbun Hai      | Gr. 2       | 2 000 m     | Kent Desormeaux   | 1er / 13    | 3 ½         | Sakura President      |
| 26 octobre   | Kyoto       | Japon       | Kikuka Shō            | Gr. 1       | 3 000 m     | Olivier Peslier   | 4e / 18     | 3           | That's The Plenty     |
| 28 décembre  | Nakayama    | Japon       | Arima Kinen           | Gr. 1       | 2 500 m     | Yoshiomi Shibata  | 3e / 12     | 9 ¾         | Symboli Kris S        |
| 2004, 4 ans  |             |             |                       |             |             |                   |             |             |                       |
| 27 mars      | Nakayama    | Japon       | Nikkei Shō            | Gr. 2       | 2 500 m     | Yoshiomi Shibata  | 2e / 14     | encolure    | Win Generale          |
| 2 mai        | Kyoto       | Japon       | Tenno Sho (Printemps) | Gr. 1       | 3 200 m     | Damian Oliver     | 2e / 18     | 7           | Ingrandire            |
| 27 juin      | Kyoto       | Japon       | Takarazuka Kinen      | Gr. 1       | 2 200 m     | Katsuharu Tanaka  | 4e / 15     | 3           | Tap Dance City        |
| 10 octobre   | Kyoto       | Japon       | Kyoto Daishoten       | Gr. 2       | 2 400 m     | Yukio Okabe       | 2e / 10     | encolure    | Narita Century        |
| 31 octobre   | Tokyo       | Japon       | Tenno Sho (Automne)   | Gr. 1       | 2 000 m     | Olivier Peslier   | 1er / 17    | 1 ¼         | Dance in The Mood     |
| 28 novembre  | Tokyo       | Japon       | Japan Cup             | Gr. 1       | 2 400 m     | Olivier Peslier   | 1er / 16    | 3           | Cosmo Bulk            |
| 26 décembre  | Nakayama    | Japon       | Arima Kinen           | Gr. 1       | 2 500 m     | Olivier Peslier   | 1er / 15    | 1/2         | Tap Dance City        |
| 2005, 5 ans  |             |             |                       |             |             |                   |             |             |                       |
| 26 juin      | Kyoto       | Japon       | Takarazuka Kinen      | Gr. 1       | 2 200 m     | Kent Desormeaux   | 3e / 15     | 1 ½         | Sweep Tosho           |
| 16 août      | York        | Royaume-Uni | International Stakes  | Gr. 1       | 2 060 m     | Yutaka Take       | 2e / 7      | encolure    | Electrocutionist      |
| 30 octobre   | Tokyo       | Japon       | Tenno Sho (Automne)   | Gr. 1       | 2 000 m     | Norihiro Yokoyama | 2e / 18     | tête        | Heavenly Romance      |
| 27 novembre  | Tokyo       | Japon       | Japan Cup             | Gr. 1       | 2 400 m     | Kent Desormeaux   | 3e / 18     | 1 ¾         | Alkaased              |
| 25 décembre  | Nakayama    | Japon       | Arima Kinen           | Gr. 1       | 2 500 m     | Kent Desormeaux   | 8e / 16     | 5 ¼         | Heart's Cry           |

## Au haras
La seconde carrière de Zenno Rob Roy est relativement décevante, autant dans l'archipel qu'en Nouvelle-Zélande où il a fait la monte durant l'hiver. On lui doit seulement un vainqueur de groupe 1, la pouliche classique Saint Emilion, lauréate du Yūshun Himba, ex-aequo avec Apanane, lauréate cette année-là de la Triple Couronne des pouliches.

## Origines
Zenno Rob Roy est un fils de l'incontournable Sunday Silence, pilier de l'élevage japonais. 
Roamin' Rachel, sa mère, était une excellente jument américaine, lauréate d'un groupe 1, le Ballerina Handicap, en 1994, mais aussi troisième des importants Ashland Stakes à 3 ans et plusieurs fois placée au niveau groupe 2. Elle a été vendue en 1998 pour $ 750 000 à Shiraoi Farm, le haras où est né Zenno Rob Roy. L'année précédente, elle avait engendré la bonne Darling My Darling (par Deputy Minister), qui allait bien figurer dans les grands tournois pour les 2 ans américaines, prenant le premier accessit dans les Matron Stakes et le second dans les Frizette Stakes, puis de donner, au haras, Heavenly Love (par Malibu Moon), lauréate des Aclibiades Stakes à 2 ans. Les autres produits de Roamin' Michel n'ont pas brillé. 

### Pedigree
| Origines de Zenno Rob Roy (JPN), mâle bai né en 2000 | Origines de Zenno Rob Roy (JPN), mâle bai né en 2000 | Origines de Zenno Rob Roy (JPN), mâle bai né en 2000 | Origines de Zenno Rob Roy (JPN), mâle bai né en 2000 |
| ---------------------------------------------------- | ---------------------------------------------------- | ---------------------------------------------------- | ---------------------------------------------------- |
| Père Sunday Silence 1986                             | Halo 1969                                            | Hail to Reason                                       | Turn-To                                              |
| Père Sunday Silence 1986                             | Halo 1969                                            | Hail to Reason                                       | Nothirdchance                                        |
| Père Sunday Silence 1986                             | Halo 1969                                            | Cosmah                                               | Cosmic Bomb                                          |
| Père Sunday Silence 1986                             | Halo 1969                                            | Cosmah                                               | Almahmoud                                            |
| Père Sunday Silence 1986                             | Wishing Well 1975                                    | Understanding                                        | Promised Land                                        |
| Père Sunday Silence 1986                             | Wishing Well 1975                                    | Understanding                                        | Pretty Ways                                          |
| Père Sunday Silence 1986                             | Wishing Well 1975                                    | Mountain Flower                                      | Montparnasse                                         |
| Père Sunday Silence 1986                             | Wishing Well 1975                                    | Mountain Flower                                      | Edel Weiss                                           |
| Mère Roamin' Rachel 1990                             | Mining 1984                                          | Mr. Prospector                                       | Raise A Native                                       |
| Mère Roamin' Rachel 1990                             | Mining 1984                                          | Mr. Prospector                                       | Gold Digger                                          |
| Mère Roamin' Rachel 1990                             | Mining 1984                                          | I Pass                                               | Buckpasser                                           |
| Mère Roamin' Rachel 1990                             | Mining 1984                                          | I Pass                                               | Impish                                               |
| Mère Roamin' Rachel 1990                             | One Smart Lady 1984                                  | Clever Trick                                         | Icecapade                                            |
| Mère Roamin' Rachel 1990                             | One Smart Lady 1984                                  | Clever Trick                                         | Kankakee Miss                                        |
| Mère Roamin' Rachel 1990                             | One Smart Lady 1984                                  | Pia's Lady                                           | Pia Star                                             |
| Mère Roamin' Rachel 1990                             | One Smart Lady 1984                                  | Pia's Lady                                           | Plucky Roman (famille 2-b)                           |